# Claude François de Malet

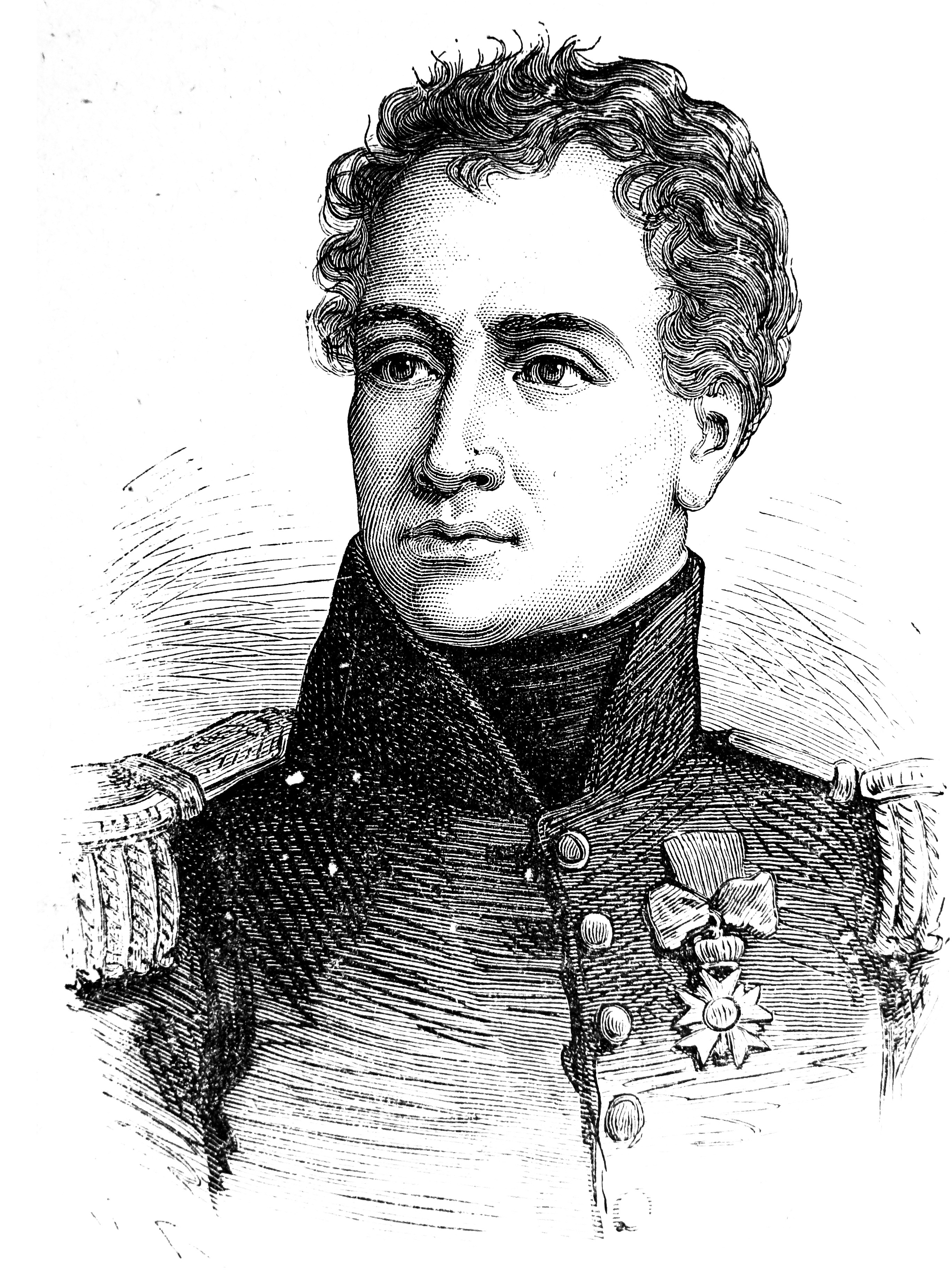
Claude-François de Malet

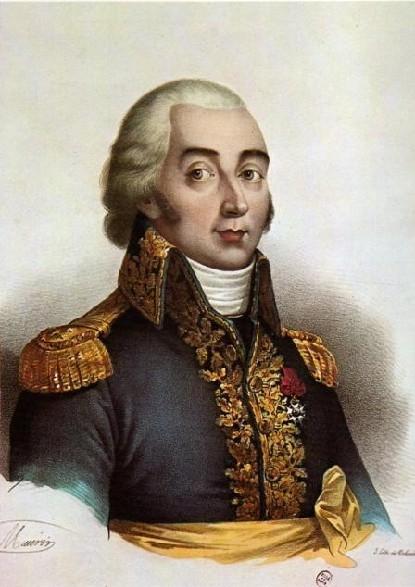
Claude-François de Malet

Claude François de Malet (Dole, 28 juni 1754 – Parijs, 29 oktober 1812) was een Frans generaal tijdens de Franse Revolutie. Hij werd gefusilleerd na een mislukte staatsgreep tegen keizer Napoleon Bonaparte op 22-23 oktober 1812.

## Militaire dienst
Malet kwam uit een familie van lagere adel in de Jura. Zoals het een jonge Franse aristocraat in die tijd betaamde, trad hij in 1771 (op 17-jarige leeftijd) toe tot het Franse leger als musketier, wat hij bleef totdat koning Lodewijk XVI in 1776 de musketierregimenten ophief.
Malet steunde de in 1789 uitgebroken Franse Revolutie met veel enthousiasme. Zijn familie onterfde hem toen hij bevelhebber van de plaatselijke burgermilitie (Nationale Garde) in Dole werd. In 1791 voegde hij zich bij het Franse revolutionaire leger en werd aide-de-camp van generaal Charles de Hesse in het Armée du Rhin.
Als voormalig musketier van de koning werd hij in 1793 gedwongen het leger te verlaten, maar mocht kort daarna weer terugkomen. Hij verdedigde in 1799 met succes de Kleine Sint-Bernhardpas en werd hiervoor op 13 augustus 1799 door generaal Championnet bevorderd tot de rang van brigadegeneraal. Op 19 oktober werd zijn benoeming tot generaal bevestigd door de Directoire, de toenmalige regering van Frankrijk. Hij vocht in Zwitserland tot het einde van de Tweede Coalitieoorlog in 1802.

## Oppositie tegen Napoleon
Na de staatsgreep van 18 Brumaire op 9 november 1799, waarbij Napoleon Bonaparte de macht greep in Frankrijk, stemde de republikeinse Malet tegen de benoeming van Bonaparte als eerste consul – feitelijk dictator – van Frankrijk. Malet werd weggestuurd uit Parijs, naar het zuidwesten van Frankrijk, waar hij het bevel kreeg over de Franse troepen in de Gironde en vervolgens in Charente. In deze periode werd Malet benoemd tot commandeur in het Legioen van Eer.
Toen Napoleon zichzelf in 1804 tot keizer kroonde, trok Malet zich terug uit het leger. Hij werd in 1806 korte tijd gouverneur van Pavia in het Koninkrijk Italië, een Franse vazalstaat in Noord-Italië die door Napoleons stiefzoon Eugène de Beauharnais als onderkoning geregeerd werd. Vervolgens diende Malet als gouverneur van het door de Fransen bezette Rome.
Ondanks zijn aristocratische achtergrond bleef Malet sterk republikeins en anti-Napoleon. Op 18 mei 1807 liet Eugène de Beauharnais hem ontslaan als gouverneur op beschuldigingen dat hij republikeinse propaganda verspreidde en zich verrijkt had op de zwarte markt. In augustus 1807 verliet hij Italië en vertrok naar Parijs met zijn vrouw Denise en zoon Aristide.
In Parijs kwam hij terecht in een geheim genootschap van antinapoleontische vrijmetselaars, de philadelphes. Tijdens een verblijf van de keizer in Bayonne in april-juli 1808 hingen ze affiches op in Parijs met de valse aankondiging dat de Franse Senaat had besloten om Napoleons keizerrijk te vervangen door een nieuwe republikeinse regering waarin Malet en een andere prominente tegenstander van Napoleon, generaal Moreau, een belangrijke rol zouden vervullen. Toen bekend werd wie achter de affiches zat, werden de samenzweerders, waaronder Malet, op 8 juni 1808 gearresteerd. Malet werd gevangengezet en zat anderhalf jaar opgesloten in Prison Sainte-Pélagie, tot hij in januari 1810 op zijn verzoek naar een privéziekenhuis overgebracht wordt, waar hij in huisarrest gehouden werd.

## De staatsgreep
In 1812, tijdens Napoleons rampzalige veldtocht naar Rusland, met de keizer op twee weken correspondentieafstand van Parijs, greep Malet de kans voor een tweede samenzwering. Op 22 oktober rond 22:00 ontsnapte hij samen met een medesamenzweerder, de royalistische abt Lafon, door over de muur rond het ziekenhuis te springen.
Malet en zijn medesamenzweerders vermomden zich: Malet als generaal, Jean Auguste Rateau als zijn adjudant en Alexandre André Boutreux als politiecommissaris. Om 03:00 verscheen Malet bij de barakken van het 10e Cohort van de Nationale Garde in de rue Popincourt. Hij stelde zich voor aan de commandant als Generaal Lamotte, de nieuwe militaire gouverneur van Parijs. De echte Lamotte was op dat moment in ballingschap in de Verenigde Staten.
Malet liet de commandant weten dat Napoleon op 7 oktober was gestorven nabij Moskou en dat de Senaat in een speciale sessie een provisorische republiek had uitgeroepen. Als bewijs droeg hij een reeks vervalste documenten bij zich. Malet gaf de commandant, Soulier geheten, opdracht om de antinapoleontische generaals Lahorie en Guidal uit de Prison de La Force te bevrijden.
De staatsgreep leek vlekkeloos te verlopen. Malet, die nu controle had over het 10e Cohort van de Nationale Garde, stuurde detachementen naar verschillende adressen in de stad om belangrijke personen te arresteren. Een groep soldaten onder bevel van Lahorie arresteerde Savary, de minister van politie. Een tweede groep arresteerde Pasquier, prefect van de politie. Een derde groep, onder bevel van Soulier, nam bezit van het Stadhuis van Parijs.
Het complot liep verkeerd toen Malet rond 9:00 de echte militaire gouverneur van Parijs, generaal Hulin, bezocht aan de Place Vendôme. Hulin, die net was opgestaan, weigerde Malet te erkennen en eiste dat hij zijn documenten liet zien. In plaats daarvan schoot Malet Hulin door het hoofd, waarbij Hulins kaak verbrijzeld werd. Kort daarna werd Malet echter ontmaskerd toen een voormalige strijdmakker, Majoor Laborde, hem herkende en schreeuwde
"Dat is niet Lamotte, dat is Malet!"
 Hierop werd Malet overmeesterd en gearresteerd.
Op 29 oktober werd Malet samen met Lahorie, Guidal en een reeks anderen door een militair tribunaal berecht. De voorzitter van het gerecht eiste dat Malet zou vertellen wie er allemaal in het complot zaten, waarop Malet antwoordde:
"Heel Frankrijk en uzelf, als het mij gelukt was".
 Malet, Lahorie, Guidal en acht anderen werden tot de dood veroordeeld en rond 16:00 gefusilleerd op de vlakte van Grenelle, destijds net buiten Parijs.

## Nasleep
Napoleon, die inmiddels de terugtrekking vanuit Moskou richting Smolensk was begonnen, ontving het nieuws van de staatsgreeppoging op 6 november. Hij gaf het bevel over de Franse troepen in Rusland over aan Murat en keerde op 5 december 1812 per arrenslee terug naar Parijs.
Het incident maakte Napoleon vooral woedend omdat het de broosheid van zijn regime pijnlijk blootlegde. Niemand was er immers opgekomen om zijn zoon en troonopvolger Napoleon II uit te roepen tot nieuwe keizer. De staatsgreeppoging had echter weinig politieke repercussies. Wel verdacht de keizer Fouché (ten onrechte) van betrokkenheid en stuurde hem weg uit Parijs.
- Bibliothèque nationale de France: cb149532833 (data)
- Gemeinsame Normdatei: 129162884
- International Standard Name Identifier: 0000 0000 2377 9687
- Library of Congress Control Number: n83034823
- Nederlandse Thesaurus van Auteursnamen: 159514126
- Système universitaire de documentation: 060618094
- Virtual International Authority File: 76584515